# Karanggedang (Sruweng)
Karanggedang is een bestuurslaag in het regentschap Kebumen van de provincie Midden-Java, Indonesië. Karanggedang telt 2183 inwoners (volkstelling 2010).